# وزارة الحاشية الإمبراطورية
وزارة الحاشية الإمبراطورية تأسست في روسيا عام 1826، وتبنت في مؤسسة واحدة جميع الفروع المنفصلة لإدارة الحاشية.
وزارة الحاشية كانت في إطار الاطلاعات الشخصية للإمبراطور، وبالتالي، أصدرت في الاعتبار جميع شؤون الإمبراطور وحده. بعد ثورة فبراير 1917، تم إلغاء الوزارة.

## التركيب
- وزير الحاشية
- مساعد الوزير
- المجلس الوزاري
- أقسام عامة
  - مكتب الإمبراطور
    - الأشغال المعدنية في الطاى ونيرشنسك (مناجم الذهب والفضة)
    - مصنع الخزف الإمبراطوري
    - أعمال الغرانيت ايكاترينبرغ
    - امارة وودز في مملكة بولندا

  - موظفو الوزارة
  - التحكم
  - الإدارة النقدية
  - الفحص الطبي
  - المحفوظات العامة
- الأقسام الخاصة
  - قطاع مارشال الحاشية، من أجل تمويين الحاشية الامبراطورية وترتيب حفلات الاستقبال.
  - بعثة الاحتفالات
  - موظفو الامبراطورة
  - رجال الدين في الحاشية في ظل توجيه من كاتدرائية القصر قصر الشتاء وكاتدرائية البشارة في موسكو
  - مكتبة خاصة للإمبراطور
  - متحف الإرميتاج ومتحف الفنون
  - الأكاديمية الإمبراطورية للفنون
  - اللجنة الأثرية الإمبراطورية التي أشرفت على جميع البحوث الأثرية في روسيا.
  - مديرية المسارح الإمبراطورية في سانت بيترسبورغ وموسكو
  - مغنو الحاشية
  - الفرقة الامبراطورية للموسيقيين
  - اسطبلات الإمبراطور
  - صيد الإمبراطور
  - القسم الكهربائي، يشرف على إضاءة القصور وما إلى ذلك.
  - شركة قنبليي الحاشي -وضعت لتمييز ومكافأة الجنود الجديرين. كان على هؤلاء القنبليين أداء واجب خفير على بعض المعالم الأثرية والقصور وما إلى ذلك.
- قسم طلبيات الأباطرة والقياصرة
- رئيس قسم اسهم الأمراء في الميراث